# Chanter chanter chanter
『Chanter chanter chanter』（シャンテ・シャンテ・シャンテ）は、2020年4月3日にリリースされた、岩崎良美の22枚目のオリジナル・アルバム。

## 解説
- デビュー40周年記念アルバム。

## 収録曲
1. 赤と黒 2020
2. Taking a chance on love
  - 1940年発表のスタンダード・ナンバーのカバー。
3. 残されし恋には
  - シャルル・トレネの楽曲のカバー。
4. Chanter chanter chanter
  - 作詞：岩崎良美／作曲：椿本匡賜
  - オリジナル新曲。
5. Baby Love
  - 『Weather Report』収録曲のセルフカバー。
6. City of stars
  - ミュージカル映画『ラ・ラ・ランド』劇中歌のカバー。
7. オシャレにKiss me
  - 15thシングルのセルフカバー。
8. SEA
  - 作詞：岩崎良美／作曲：椿本匡賜
  - オリジナル新曲。
9. Nature Boy
  - ナット・キング・コールの楽曲のカバー。
10. La javanaise
  - セルジュ・ゲンスブールの楽曲のカバー。